# جامع البرج
جامع البرج يُعرف أيضا باسم جامع سيدي يحي، نسبة إلى الولي الصّالح يحيى السليماني اليمني، هو جامع من جوامع مدينة تونس ويقع في باب العسل.

## التّاريخ
تمّ تشييده في العهد الحفصي سنة 8 (عدد) هجري الموافق لسنة 14 ميلادي، ثمّ تمّت إعادة ترميمه خلال سنتي 1973 و1974.

## معرض الصّور

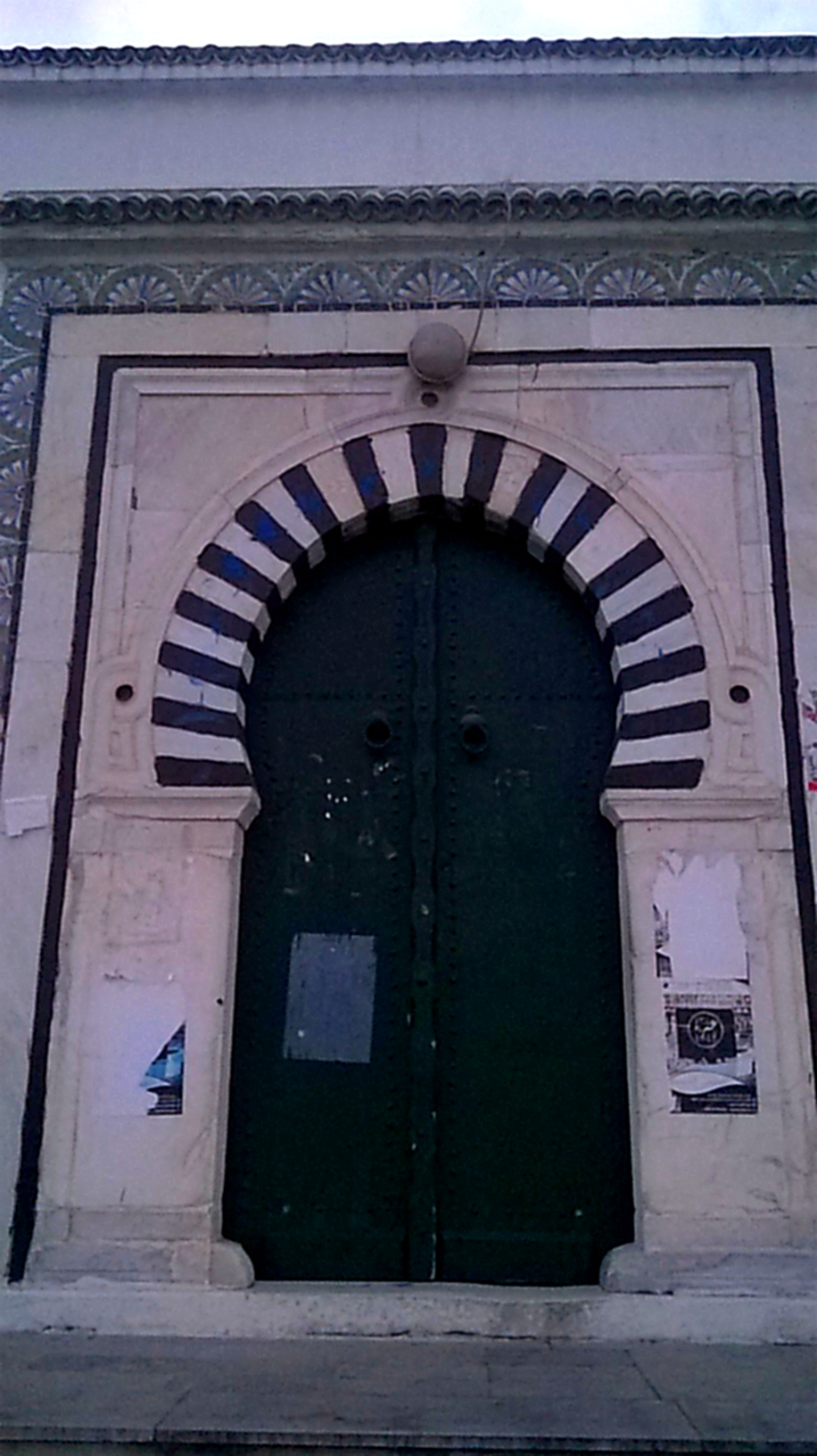
الباب الرّئيسي للجامع
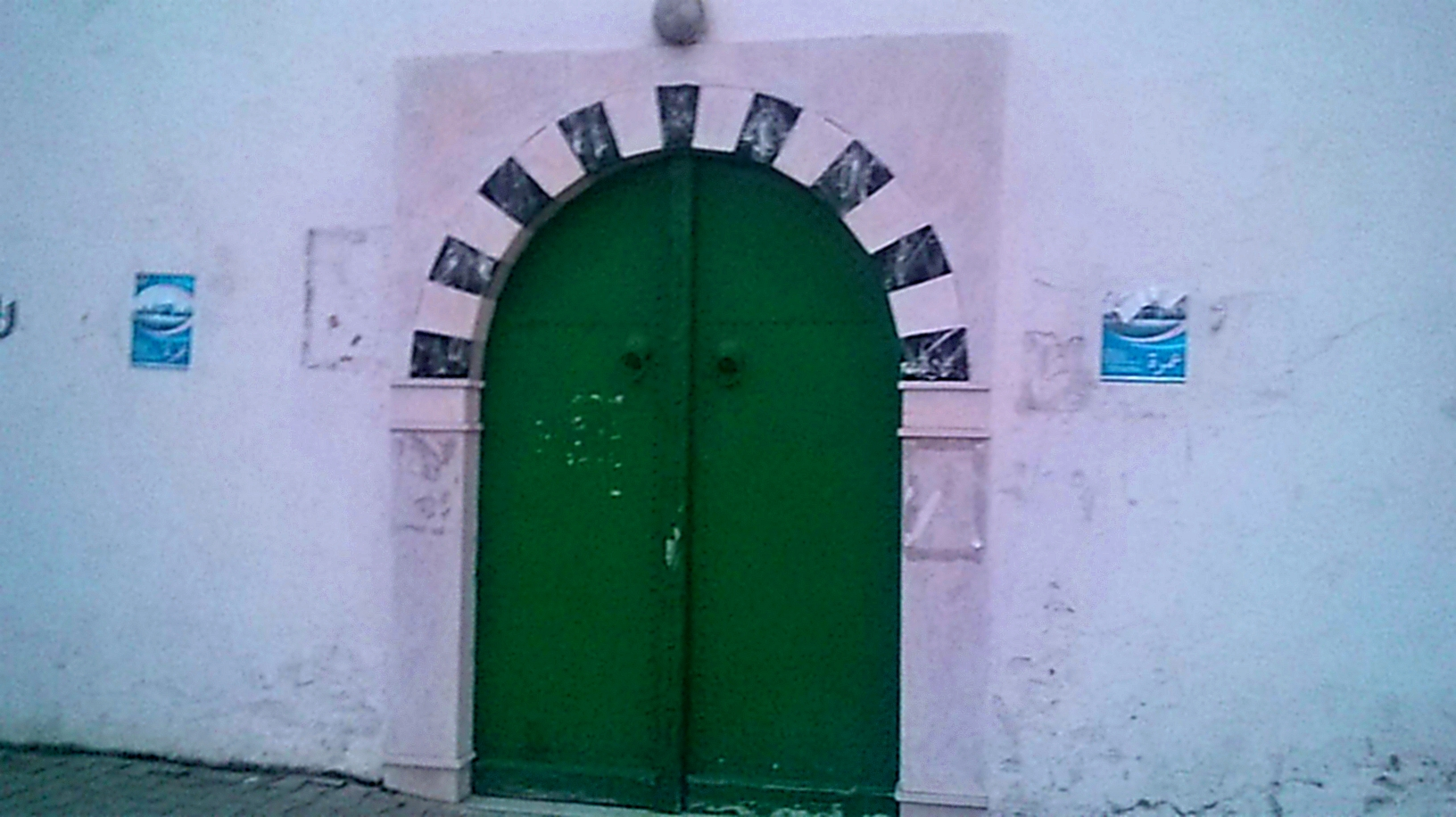
الباب الخلفي للجّامع
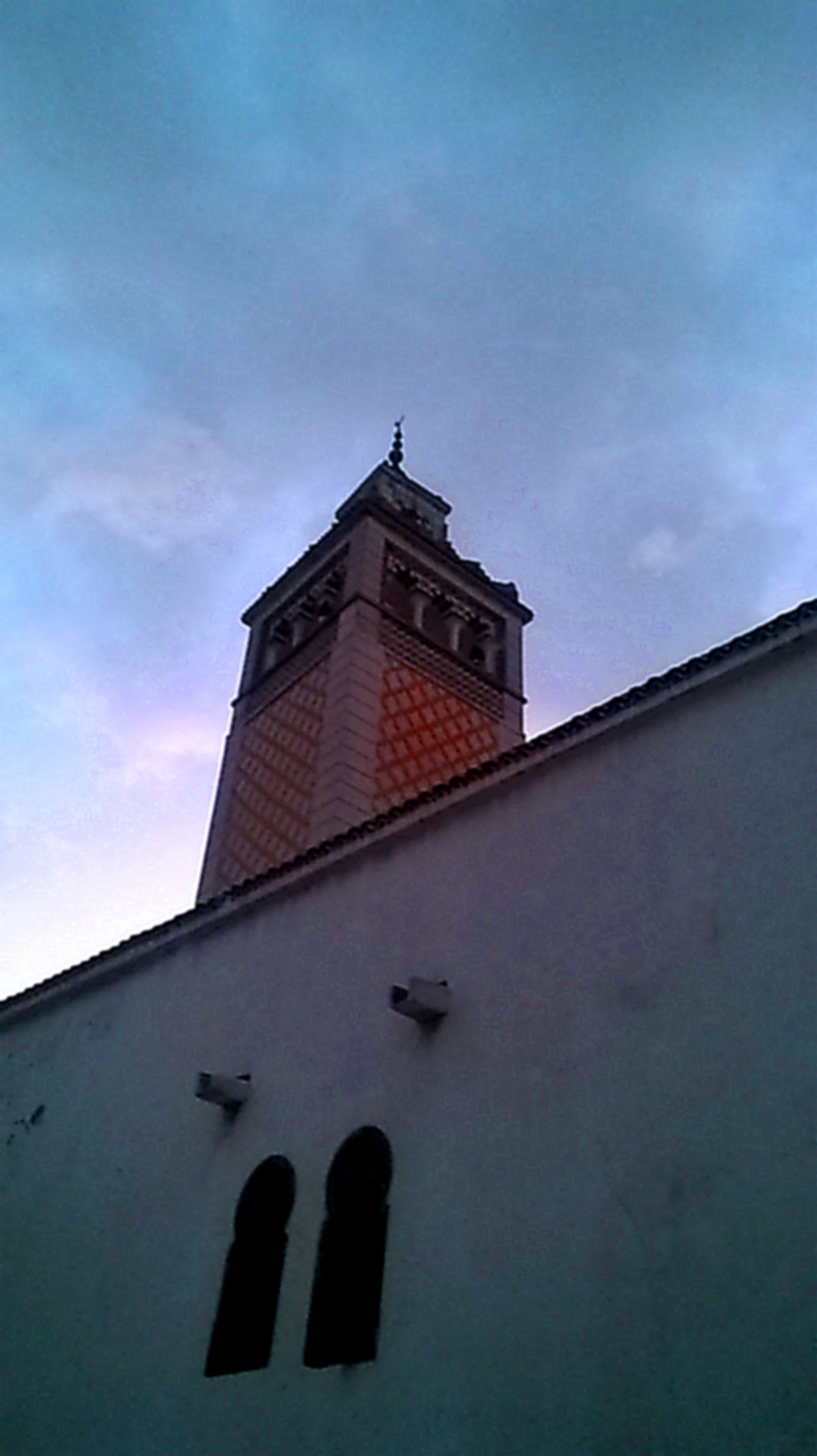
مئذنة جامع البرج
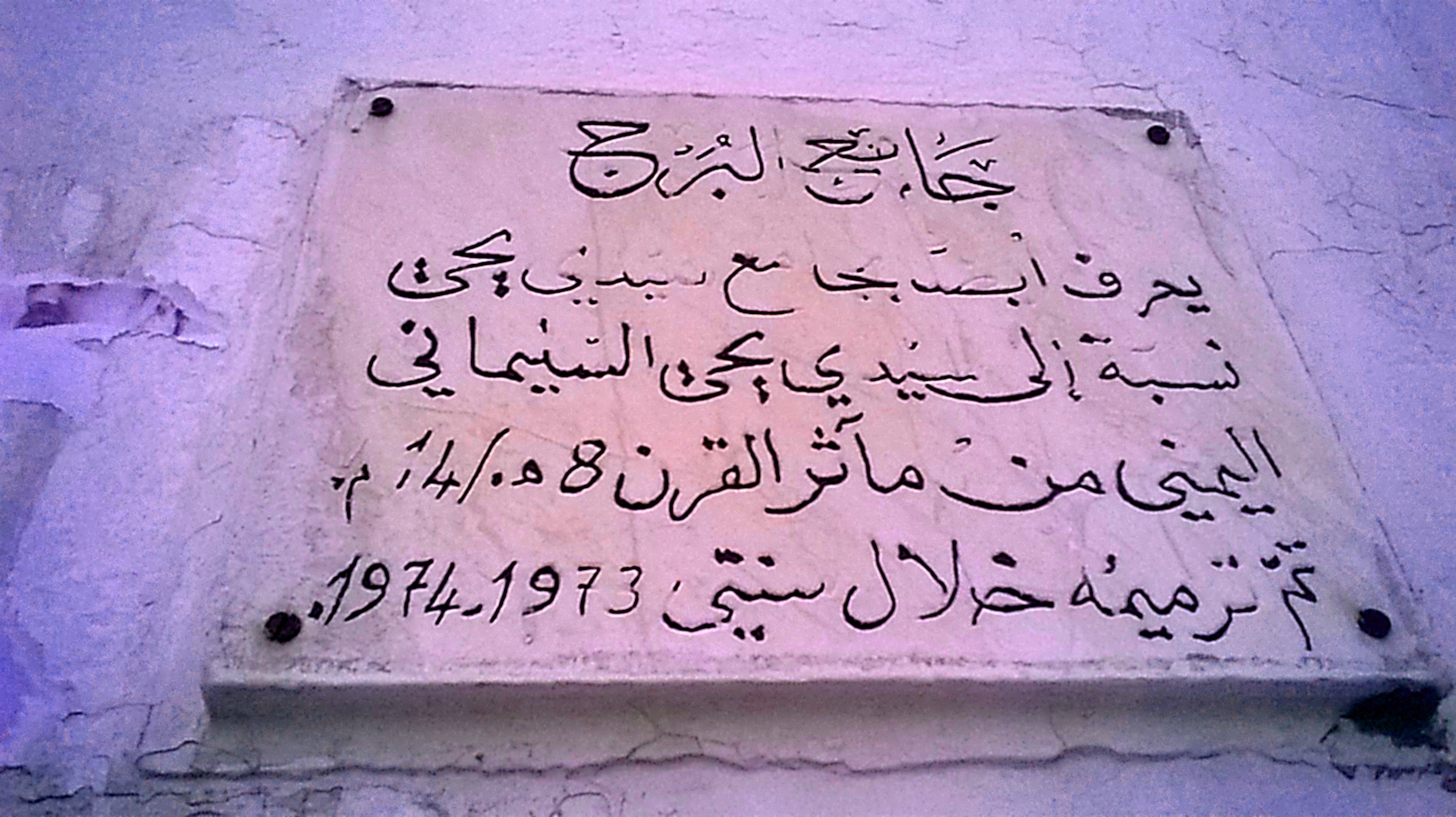
لوحة بالجامع